# Tuk (Vrbovsko)
Pour les articles homonymes, voir Tuk.
Tuk est une localité de Croatie située dans la municipalité de Vrbovsko, comitat de Primorje-Gorski Kotar. En 2001, la localité comptait 81 habitants.

## Démographie
| 1948 | 1953 | 1961 | 1971 | 1981 | 1991 | 2001 |
| ---- | ---- | ---- | ---- | ---- | ---- | ---- |
| 74   | 88   | 90   | 83   | 91   | 94   | 81   |